# Česnica
La česnica (serbo cirillico: [чесница]; derivato dal sostantivo čest, che significa "condividi") è una pagnotta rotonda di pane natalizio nella tradizione in Serbia. La preparazione di questo pane può essere accompagnata da varie regole e riti. 

## Preparazione
La česnica è solitamente fatta con farina di frumento e cotta la vigilia di Natale o la mattina presto di Natale dal capofamiglia o dalla padrona di casa. L'acqua per la pasta viene in alcune zone raccolta il giorno di Natale prima dell'alba da una sorgente o da un pozzo, in cui viene gettata una manciata di grano.  La preparazione del pane può essere accompagnata da diverse regole: la farina si preleva solo da un sacco pieno; l'acqua per la pasta viene raccolta da tre sorgenti; la persona che preparerà la česnica deve prima fare il bagno; ecc. Nella Serbia orientale e meridionale, dopo aver impastato la pasta per la česnica, il capofamiglia o la padrona di casa afferrano con le mani macchiate di pasta gli alberi da frutto, gli alveari e il bestiame per renderli più produttivi.
Spesso si mette una moneta nell'impasto durante la preparazione; alcune famiglie usano la stessa moneta di anno in anno. Prima della cottura, la superficie superiore della focaccia può essere incisa con vari simboli, come un cristogramma, o stelle, cerchi e impressioni di chiavi o pettini. 

## Cena di Natale

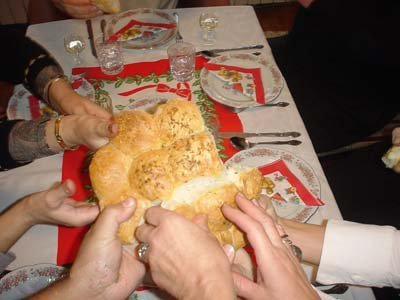
I membri di una famiglia rompono la česnica durante una cena di Natale.

La cena di Natale è il pasto più festoso dell'anno. Comincia verso mezzogiorno, o anche prima. I familiari seduti a tavola si alzano quando il capofamiglia fa un cenno. Il capofamiglia fa il segno della croce e accende una candela, incensare i parenti riuniti e dire una preghiera, dopodiché si baciano tutti dicendo: "Pace di Dio, Cristo è nato". Il capofamiglia e un altro uomo di famiglia tengono tra loro la česnica, ruotandola tre volte in senso antiorario. La česnica viene poi spezzata con cura tra i parenti, in modo che ognuno di loro riceva il proprio pezzo di pane, senza farlo cadere in briciole.
Si possono mettere da parte fino a tre pezzi della pagnotta: uno per i parenti assenti (se ce ne sono), uno per uno sconosciuto che potrebbe unirsi alla famiglia alla cena, e uno per il loro primo visitatore il giorno di Natale (se non è presente). Il resto della česnica viene consumato durante la cena. Il membro della famiglia che trova la moneta nel suo pezzo di pane è ritenuto fortunato nel prossimo anno. Ciascuno degli altri oggetti nascosti nel pane indica il segmento dell'economia domestica in cui avrà particolarmente successo colui che lo trova nella sua parte di česnica.